# Hesperentomon nanshanense
Hesperentomon nanshanense är en urinsektsart som beskrevs av Bu och Yin 2007. Hesperentomon nanshanense ingår i släktet Hesperentomon och familjen Hesperentomidae. Inga underarter finns listade i Catalogue of Life.